# Zhangping
Zhangping, tidigare romaniserat Changping, är en stad på häradsnivå som ligger inom Longyans stad på prefekturnivå i provinsen Fujian i sydöstra Kina. Den ligger omkring 200 kilometer sydväst om provinshuvudstaden Fuzhou. 

## Administrativ indelning
Zhangping är indelat i två stadsdelsdistrikt, elva köpingar och tre socknar.
Stadsdelsdistrikt (jiedao):

- Guilin (桂林街道)
- Jingcheng (菁城街道)

Köpingar (zhen):

- Chishui (赤水镇)
- Gongqiao (拱桥镇)
- Heping (和平镇)
- Luzhi (芦芝镇)
- Nanyang (南洋镇)
- Shuangyang (双洋镇)
- Xianghu (象湖镇)
- Xinan (溪南镇)
- Xinqiao (新桥镇)
- Xiyuan (西园镇)
- Yongfu (永福镇)

Socknar (xiang):

- Guantian (官田乡)
- Lingdi (灵地乡)
- Wuci (吾祠乡)